# خدرنق كروي
خدرنق كروي (الاسم العلمي: Cheiracanthium sphaericum) هو نوع من العناكب يتبع جنس الخدرنق من الفصيلة العناكب الكيسية.